# Pouce-Pouce découvre le cirque
Pouce-Pouce découvre le cirque est un jeu vidéo éducatif d'aventure, publié en 2000. Il s'agit du sixième jeu de la série des Pouce-Pouce.

## Résumé
Pouce-Pouce doit se rendre dans la vallée des Pommiers pour assister a la grande première du cirque de Louis Voltige en chemin il rencontre une locomotive nommée Edgar qui doit lui aussi se rendre au cirque pour livrer de la sciure qui lui propose de l’emmener a la vallée après que Pouce-Pouce l'a aidé. Arrivé là-bas il rencontre Louis Voltige chef de la troupe qui embarrassé a cause d'une mauvaise gestion des affaires de spectacle ne peut assurer les cinq numéros principaux du spectacle: Pouet le clown qui a perdu son nez rouge, les Porkovskis volants des cochons acrobates qui ont perdu leur filet de protection, Gus la puce, qui a disparu, Édouard le lion qui se retrouve avec un maillot de bain au lieu de son "Costume Royal", et enfin Katie-Boulet de canon, qui ne sait pas programmer son canon, Pouce-Pouce va devoir faire tout son possible afin de pouvoir assurer la première de ce soir...